# Skydra (Stadt)

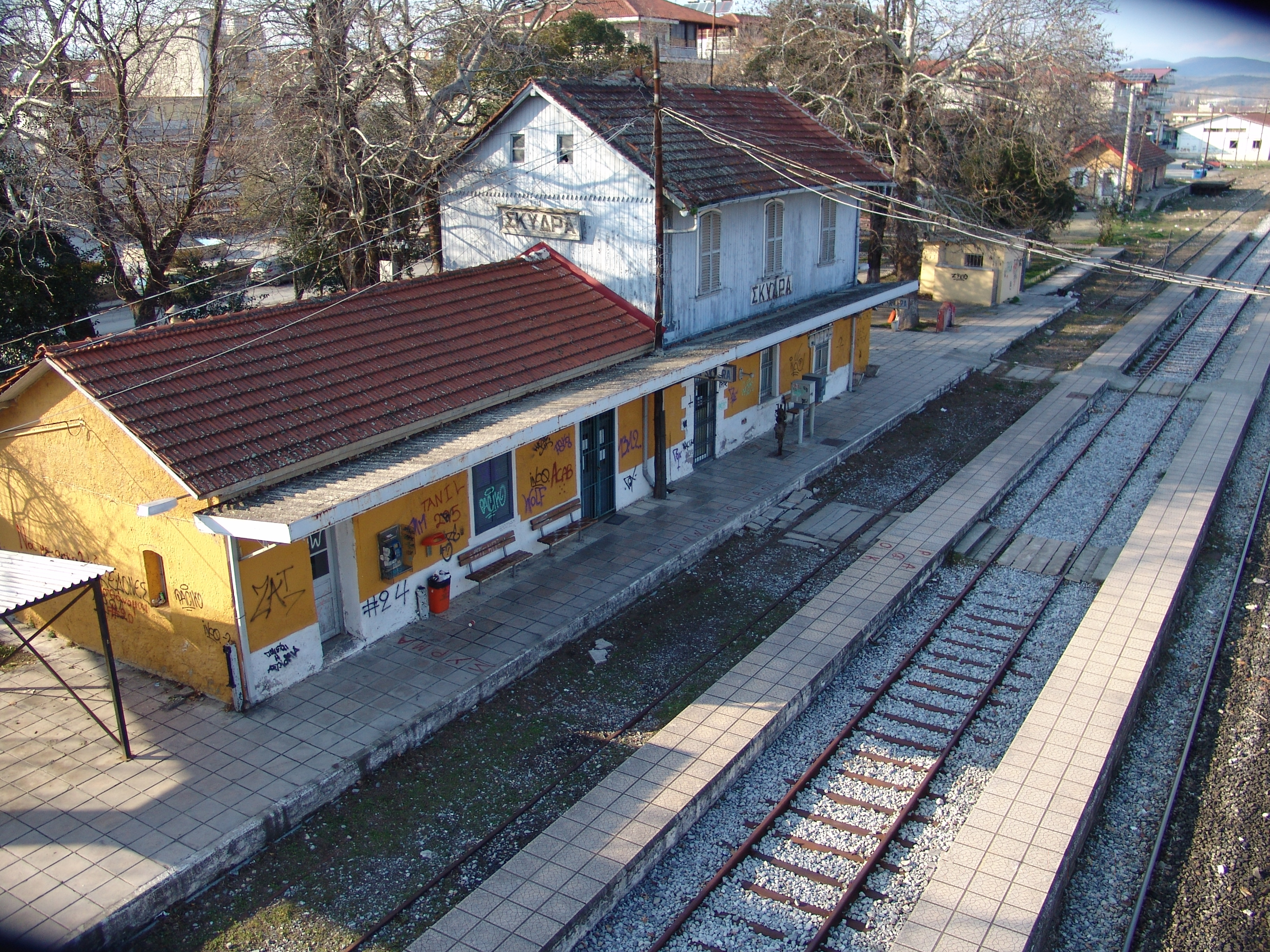
Bahnhof Skydra heute

Skydra (griechisch Σκύδρα (f. sg.); bulgarisch Въртокоп, serbisch-kyrillisch Вртикоп/ Вртокоп Βέρτεκοπ Vertekop) ist eine Kleinstadt in der griechischen Region Zentralmakedonien und Verwaltungssitz der gleichnamigen Gemeinde mit 5406 Einwohnern. Sie liegt in fruchtbarem Agrarland auf etwa 40 m über dem Meer. Die nächste größere Stadt ist Edessa in 15 km Entfernung. Skydra ist ein wichtiges landwirtschaftliches Zentrum vor allem für den Anbau von Pfirsichen und Obst.

## Namen
Im Osmanischen Reich und bis 1926 war Skydra ein kleiner Ort mit dem Namen Vertikop. Der Name kommt aus dem türkischen oder dem slawischen und bedeutet in etwa „Wendepunkt“ (Στριφοχώρι). Das verweist darauf, dass ein Fluss, der heutige Edesseos, der bei Edessa entspringt und das Gebiet von Vertikop durchzieht, eine Schleife um die Kirche Agios Georgios (Αγίος Γεωργίος) beschreibt.

## Geschichte
Im 5. Jahrhundert vor Christus fiel Makedonien an die Perser. In dieser Zeit gab es eine Satrapie in der Umgebung des heutigen Skydra. Ein Satrap namens Vouvari zwischen 510 und 490 v. Chr. ist bezeugt. Nach Aufschriften auf Münzen zu schließen erfuhr die Gegend einen Aufschwung im 1.–3. Jahrhundert n. Chr. unter römischer Herrschaft.
Nach erhaltenen Quellen verfügte Vertikop im Jahr 1873 über etwa 40 Häuser; jeweils zur Hälfte waren diese griechisch beziehungsweise türkisch. Trotz der geringen Bevölkerungszahl wurde im Jahr 1890 eine zweistöckige Schule gebaut, deren Gebäude sich bis heute erhalten hat. Die alte Schule steht heute hinter dem Gebäude des Gymnasiums. Im Makedonienkrieg (1904–1908) zeichnete sich vor allem Christodoulos Dibaris (Χριστόδουλος Δημπάρης) aus.
Vertikop wurde am 17. Oktober 1912 befreit. Im Jahr 1914 erreichte ein Zustrom von Flüchtlingen aus dem Pontus und aus Thrakien das Gebiet. Zwei Jahre später wurde mit französischer militärischer Unterstützung die Karatzova-Decauville-Bahn vom Typ Decauville (Nτεκοβίλ) von Vertekop nach Aridea eingerichtet. Diese Zugverbindung wurde während des Ersten Weltkriegs aufrechterhalten. Die Strecke nach Karatzova war die einzige Verkehrsverbindung, da der griechische Staat noch keine Straßen gebaut hatte. Ende Mai 1918 wurde Vertekop zweimal von den deutschen Luftstreitkräften bombardiert, da bekannt war, dass der Bahnhof eine wichtige Nachschubstation war und von dort aus die Offensive in Makedonien unterstützt wurde. Der Schaden war enorm, da die Bomben den Bahnhof trafen, in dem Sprengstoffe und Munition gelagert waren und in der Umgebung verschiedene Küchen und Öfen standen. Im Jahr 1918 ging die Eisenbahn in griechische Hand über und nahm sieben Jahre später wieder ihren Verkehr auf. Der Zugverkehr wurde bis 1936 aufrechterhalten, bevor die Linie unrentabel wurde.
Ein Überbleibsel dieser Zeit ist der Name Ntekovil (Ντεκοβίλ) als Bezeichnung für den Ortsteil, der in den 1950er Jahren rund um den Bahnhof entstand. Bis heute steht auch das alte „Decoville“-Gebäude, das einst als Bahnhofsgebäude (Σιδηροδρομικός Σταθμός Σκύδρας) diente. Es ist allerdings in schlechtem Zustand.

## Verkehr

### Schiene
Der Bahnhof Skydra liegt an der Bahnstrecke Thessaloniki–Florina und unmittelbar östlich des Stadtzentrums. 
Von 1916 bis 1932 war Skydra auch Endbahnhof der Bahnstrecke Arides/Orna, einer 600 mm-Schmalspurbahn, die 1932 ihren Betrieb einstellte und die 1942 abgebaut wurde.

### Straße
Etwa einen Kilometer nördlich der Stadt verläuft die Ethniki Odos 2 (Europastraße 86), von der die Ethniki Odos 4a Skydra – Veria südwärts abzweigt.

## Persönlichkeiten
- Efthymis Koulouris (* 1996), Fußballspieler

## Sport
Der Fußballclub Aetos Skydra spielte zeitweise und zuletzt bis 2012 in der dritthöchsten Spielklasse.